# Cereșovo, Blagoevgrad
Ciereșovo (în bulgară Черешово) este un sat în partea de sud-vest a Bulgariei în  Regiunea Blagoevgrad. Aparține administrativ de comuna Belița. Are o populație de 308 locuitori.

## Demografie
Componența etnică a satului Cereșovo
     Bulgari (73,64%)
     Nicio identificare (26,35%)
     Altele (0%)
La recensământul din 2011, populația satului Cereșovo era de 277 locuitori. Din punct de vedere etnic, majoritatea locuitorilor (73,64%) erau bulgari. Pentru 26,35% din locuitori nu este cunoscută apartenența etnică.